# Heinrich III. Bockholt

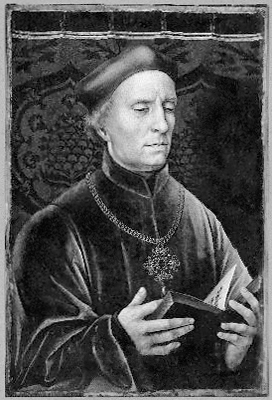
Heinrich III. Bockholt, Porträt von Jacob van Utrecht (1523)

Heinrich Bockholt (auch: Bokholt, Buchholtz; * 1463 in Hamburg; † 15. März 1535 ebenda) war als Heinrich III. letzter katholischer Bischof von Lübeck.

## Leben
Bockholt war der Sohn des Hamburger Gewandschneiders und Ratmannes Eberhard (Ewert) Bockholt und dessen Frau Anna, einer Tochter des Heinrich Arnd († 1467). Er war somit ein Neffe des Dietrich II. Arndes, der keinen unwesentlichen Einfluss auf ihn ausgeübt haben dürfte. Seine Eltern sorgten dafür, dass er sich eine gute Grundbildung erwarb. Er studierte 1478 an der Universität Rostock, wo er im Wintersemester 1479/80 das Bakkalaureat und 1481/82 den Magistergrad der sieben freien Künste erwarb. Ein Rechtsstudium verfolgend begab er sich an die Universität Köln und von dort aus nach Italien.
Finanziell abgesichert durch ein Diakonat in Udine, findet man ihn 1487 an der Universität Bologna. In Italien scheint er sich auch den akademischen Grad eines Doktors der Rechte erworben zu haben. Nachdem er sich einige Zeit in Rom aufgehalten hatte, wo er päpstlicher Familiar und Protonotar wurde, kehrte er nach Deutschland zurück. Hier findet man ihn 1493 als Vikar am Lübecker Dom. Zudem hatte er sich weitere kirchliche Pfründen als Propst in Ratzeburg, als Dekan in Hildesheim, als Vikar in Hamburg, als Archidiakon in Stapel und 1508 als Dompropst in Lübeck erworben.
Am 19. Juni 1523 wurde er vom Lübecker Domkapitel zum Bischof gewählt. Nachdem er am 31. August 1523 seine päpstliche Bestätigung erhalten hatte, wurde er am 6. März 1524 in das Amt eingeführt. Noch im Jahr seines Amtsantritts begann in seinem Bistum der Einfluss der Reformation zuzunehmen. Als vehementer Vertreter der katholischen Kirche versuchte er die aufkeimende lutherische Lehre zu bekämpfen, konnte jedoch keinen Erfolg in diesem Kampf verbuchen, was auch an der gespannten Lage zwischen Rat, Bürgern und Domkapitel lag. Nachdem Rat und Bürger sich 1531 geeinigt hatten, die evangelische Lübecker Kirchenordnung des Johannes Bugenhagen einzuführen, verlor der Bischof zusehends an Einfluss in Lübeck und zog sich vollständig nach Eutin zurück. Als Ende Mai 1534 im Zusammenhang mit der Grafenfehde Lübecker Truppen unter Marx Meyer Eutin angriffen, floh er nach Hamburg, wo er ein Jahr später an einer Vergiftung verstarb.
Bücher aus seinem Nachlass gelangten mit der Dombibliothek an die Stadtbibliothek (Lübeck). Sein Exemplar von Johannes de Imola: Lectura in tertium librum Decretalium, Venedig: Bernardinus Stagninus 1500, das er 1511 in Rom erworben hatte, kam nach der Auslagerung im Zweiten Weltkrieg als Beutekunst in die Sowjetunion und befindet sich heute in der Universitätsbibliothek Tomsk.

### Porträts
Von Heinrich III. Bockholt existieren zwei Porträt-Gemälde von 1523/24, die Max J. Friedländer Jacob van Utrecht zuschrieb. Das eine davon, dass sich 1939 im Pariser Kunsthandel befand, gelangte in die Sammlung von Hermann Göring und wurde nach 1945 nach Frankreich restituiert. Es kam dann in die Sammlung Nurejew und 1995 bei Christie’s in New York zur Versteigerung.